# بازی ورزش

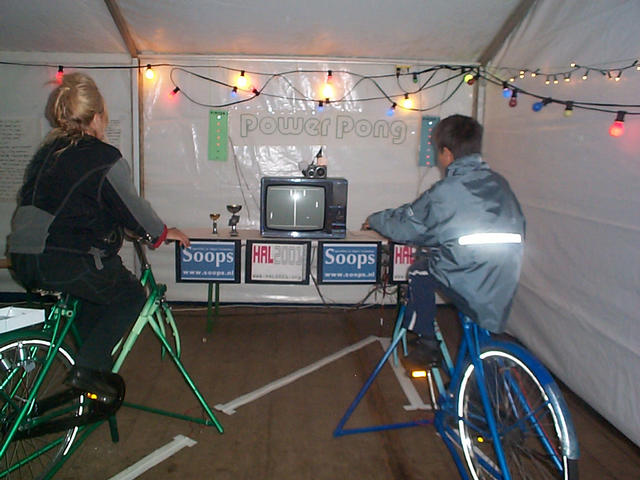
تصویری از دو نفر در حال انجام بازی ورزش.

بازی ورزش یا بازی-ورزش (به انگلیسی: exergame) واژه‌ای مرکب از «ورزش» و «بازی» است)، اصطلاحی است که برای بازی‌های ویدیوئی استفاده می‌شود که فرمی از ورزش کردن نیز هستند. بازی ورزش به تکنولوژی ای وابسته است که حرکت یا عکس‌العمل بدن را دنبال می‌کند. به این ژانر، به دلیل پایان دادن به کلیشه‌های مرسوم بازی به عنوان فعالیتی بدون تحرک، و همچنین تشویق یک شیوه زندگی فعال، بها داده شده است. با این حال، تحقیقات نشان می‌دهد که بازی-ورزش‌ها در واقع شیوه زندگی فعال تری را ایجاد نمی‌کنند. به بازی-ورزش‌ها، به عنوان تحولی در تغییرات تکنولوژی نگاه می‌شود که تلاشش مفرح ساختن بیشتر بازی‌های ویدیوئی است.

## تاریخچه
ریشه این ژانر را می‌توان در بازی هائی که اواخر دهه ۸۰ میلادی به بازار آمدند جستجو کرد که از آن جمله می‌توان به پاور پد (یا مربی خانگی) اشاره کرد که برای سیستم سرگرمی نینتندو (ان‌ئی‌اس) در سال ۱۹۸۶، و فوت کراز، که برای آتاری ۲۶۰۰ در سال ۱۹۸۷ به بازار آمد؛ با این حال هر دو موفقیت کمی داشتند. از دنس دنس روولوشن کونامی به عنوان یکی از اولین موفقیت‌های بازی ورزش یاد شده است؛ و زمانی که از آرکید به پلی استیشن منتقل شد، بیش از سه میلیون نسخه از آن فروخته شد. در سال‌های ۲۰۰۰، یک سری دستگاه و بازی، شیوه بازی ورزش را برای موفقیت بیشتر استفاده کردند: دوربین آی توی بیش از ۱۰ میلیون واحد فروخته، در حالی که ویی فیت نینتندو بیش از ۲۱ میلیون نسخه فروخته است. تا قبل از ۲۰۰۹، بازی‌های

## طبقه‌بندی
جدیدترین مدل طبقه‌بندی ورودی داده برای دستگاه‌های بازی ویدیوئی فعال، شامل شش نوع تکنیک ورودی داده می‌شود:
1. ژست: در این تکنیک، بازیکنان کل بدن یا بخشی از آن را به شکلی ساختار بندی شده، حرکت می‌دهند تا عملی را در بازی انجام دهند؛ مثل حرکت دست به سمت جلو و عقب هنگام بازی تنیس. وقتی ژست کامل شد، به دستور برنامه‌ریزی شده‌استناد می‌شود.
2. مواضع: این نوع، نشان دهنده موقعیت بازیکن در یک لحظه مشخص است. مثل بازی‌های رقصی که بازیکن باید بار اساس موسیقی، در زمان مشخص، در مکانی مشخص باشد.
3. نقطه: این تکنیک نشان داده می‌شود زمانی که یک بازیکن به مکانی مشخص در صفحه با انگشت، دست یا دستگاه کنترلی اشاره می‌کند.
4. قدرت: این نوع مرتبط با درجه قدرت بدنی بازیکن است که معمولاً با سرعت حرکت شخصیت بازی مرتبط است.
5. کنترل مداوم: این تکنیک برای فیلم‌برداری و نقشه‌برداری از حرکت بازیکن در دنیای فیزیکی به وسیلهٔ اشیا یا شخصیت‌های درون بازی درون جهان مجازی aست. برای مثال، بازی هائی که در آنها، بازیکنان حرکت ماشین را با یک فرمان مجازی کنترل می‌کنند.
6. ضربه زدنی: ورودی این نوع به محض اینکه بازیکن یک شی یا سطح فیزیکی را لمس می‌کند، فیلم‌برداری می‌شود. مثل زمانی که در بازی دنس دنس روولوشن، بازیکن باید یک محل خاص را همزمان با موزیک، لمس کند.

## تأثیر
تأثیر حفظ علاقه‌مندی به انجام ورزش با استفاده از دستگاه‌های سنتی آمادگی جسمانی به وسیله گیمرسایز مورد آزمایش قرار گرفته و مشخص شده که آن‌هایی که از این گونه وسایل استفاده می‌کنند، ۶ برابر بیشتر نسبت به ورزش معمولی آن را انجام می‌دهند.
در حالی که کنسول ویی به عنوان دستگاهی دیده می‌شد که نسبت به کنسول‌های بازی غیرفعال، آمادگی بدنی بیشتری را طلب می‌کند، با این حال، یافته‌های مطالعه انجام شده که در ژورنال بریتیش مدیکال (بی‌ام‌جی) چاپ شده، نشان می‌دهد که با اینکه بازی با ویی به‌طور معنی داری نسبت با بازی‌های غیرفعال انرژی بیشتری را طلب می‌کند، اما انرژی ای که هنگام بازی‌های فعال ویی استفاده می‌شود، آنقدرها شدت زیادی ندارد که منطبق با نیاز روزانه ورزش در بچه‌ها نیست.
برای درک بهتر رابطه بازی ورزش با فعالیت بدنی، مطالعات آزمایشگاهی، بازی ورزش را با هم بازی‌های ویدیوئی نشسته و هم دیگر فعالیت‌های بدنی مثل راه رفتن روی تردمیل مقایسه کرده‌اند. شواهد قطعی نشان می‌دهد که بازی ورزش نیازمند انرژی بیشتری است و این پتانسیل را دارد تا ضربان قلب را در مقایسه با بازی‌های ویدیوئی نشسته و حالت استراحت، بالاتر ببرد. در کل، بیشتر بازی ورزش‌ها برای هم بزرگسالان و هم برای بچه‌ها، معادل فعالیت بدنی سبک-تا-متعادل است.

### بازی ورزش در آزمایشگاه
برای درک بهتر رابطه بازی ورزش با فعالیت بدنی، تحقیقات آزمایشگاهی، بازی ورزش‌ها را هم با بازی‌های ویدیوئی نشستنی و هم دیگر فعالیت‌های بدنی، مثل راه رفتن روی تردمیل مقایسه کرده‌اند. شواهد ثابت نشان می‌دهند که بازی ورزش نیازمند انرژی بیشتر است و این قابلیت را دارد که ضربان قلب را در مقایسه با بازی ویدیوئی نشستنی و حالت استراحت، بالا ببرد. در کل، بیشتر بازی ورزش‌ها در حد فعالیت سبک-تا-متعادل برای هم بچه‌ها و هم بزرگسالان هستند.
یک مطالعه سایکو-بایوفیزیکال، به بررسی استفاده از بازی-ورزش برای آموزش و تمرین ورزش واقعی پرداخت. نتایج نشان داد که بازی-ورزش‌های ورزشی ممکن است به دلیل افزایش انگیزه در انتقال دانش (از محیط بازی به واقعی) مؤثر باشند. با این حال، آن‌ها ممکن است به اندازه روش‌های آموزش سنتی مفید نباشند، چون سنسورهای حرکتی موجود در این دستگاه‌ها ممکن است قادر به تشخیص حرکت ظریف ورزش‌های واقعی نباشند. در نتیجه مربیان باید به صورت واضح تعریف کنند که چرا و چگونه می‌خواهند از بازی-ورزش‌های ورزشی در آموزش خود استفاده کنند.
تحقیق دیگری پیشنهاد می‌کند که خوب بودن در یک رشته ورزشی (مثلا شنا) لزوماً سبب اجرای بهترِ بازی-ورزشِ شنا نمی‌شود چون حتی پس از بازی کوتاه مدت، بازیکنان تمایل دارند که الگوهای حرکتی شان را جوری تغییر دهند که برای برد در بازی کافی باشد.
این پدیده همچنین با ارزیابی فعالیت ماهیچه ای حین بازی با دو سرعت متفاوت نشان داده شد. نتایج این تحقیق نشان داد که بازی در سرعت‌های بالاتر سبب افزایش فعالیت ماهیچه‌هایی می‌شود که فقط برای برد در بازی کافی هستند. به همین دلیل، بازی-ورزش‌های ورزشی ممکن است برای تمرین ورزش‌های واقعی مفید نباشند. همانگونه که بازی-ورزش‌ها به عنوان فعالیت‌هایی با شدت کم تا متوسط طبقه‌بندی می‌شوند، تحقیقات قبلی فقط مسیر هوازی را برای اندازه‌گیری مصرف انرژی حین بازی-ورزش در نظر گرفته بودند. با این حال، یک تحقیق تازه نشان داد که مسیر غیر هوازی هم ۵/۶ ± ۸/۹ درصد کل مصرف انرژی را حین بازی-ورزش در بر می‌گیرد. نتایج همچنین پیشنهاد می‌کنند که افزایش کوتاه مدت پارامترهای فیزیولوژیکی ممکن است در ابتدای بازی و به دلیل ناآشنایی بازیکنان رخ دهد.

### وییتیس
وییتیس یک عارضه بدنی است که شامل درد شدید در شانه هاست. این عارضه ممکن است بعد از انجام بازی ورزش‌های خاص مثل تنیس و بعد از بازی طولانی مدت بروز کند. بر خلاف ورزش واقعی، قدرت بدنی و استقامت، عوامل محدودکننده نیستند. در حالی که استفاده از سیستم‌های جدید ویدیوئی افزایش می‌یابد، آنگونه که تحقیقات می‌گوید، ریسک ایجاد وییتیس ممکن است از نینتندینیتیس بیشتر باشد، مخصوصاً در بین افراد بالغ. بازی‌های بعدی می‌تواند گروه‌های عضلانی مختلف را درگیر کند.

### ویی شولدِر
شامل خستگی و شانه دردناک بعد از بازی کردن با کنسول بازی ویی و بازی ویی اسپورتس.

## پروژه‌های مرتبط با بازی-ورزش
بازی ورزش به تقویت غیرارادی عضلات و هماهنگی‌ها منجر خواهد شد به نحوی که شخص به‌طور مشخص اصراری بر تقویت و پرورش عضلات و هماهنگی ذهنی و بدنی ندارد، اما انجام اینگونه بازی‌ها باعث افزایش هماهنگی و تقویت عضلات شخص خواهد شد.